# Besleti
Besleti (en georgiano: ბესლეთი) o Baslata (en abjasio: Баслаҭа) es un pueblo que pertenece a la parcialmente reconocida República de Abjasia, parte del distrito de Sujumi, aunque de iure pertenece al municipio de Sojumi de la República Autónoma de Abjasia de Georgia.

## Toponimia
El nombre de Besleti o Baslata deriva del río Vasla que circula por la ciudad. Hasta 1948, el pueblo se denominaba Tsiteli Besleti (en georgiano: წითელი ბესლეთი, lit. 'Besleti Roja'). 

## Geografía
Besleti se encuentra a orillas del río Vasla (que desemboca en Sujumi) y está situado a 5 km al noreste de Sujumi. Limita con Odishi en el norte, Tavisupleba en el oeste, Dziguta en el este; y Sujumi en el sureste.
Las aldeas de Abzhakva, Kvemo Birtsja y Zemo Birtsja están bajo la administración del pueblo.

## Historia
La gran mayoría de la población nativa abjasia de la región histórica de Guma, los abjasios guma, fue expulsada en el Muhayir o genocidio circasiano que ocurrió tras la guerra ruso-circasiana en el final del siglo XIX. Poco tiempo después llegaron familias de armenios aquí desde 1897.
En la era soviética, la población del pueblo creció y la llegada de inmigrantes georgianos hizo que se convirtieran en mayoritarios en el pueblo. Los habitantes se dedican al cultivo del tabaco, la jardinería, la cría de aves de corral y la silvicultura. El pueblo tenía una escuela primaria internacional, una biblioteca y un centro médico. 
Tras la guerra de Abjasia (1992-1993), la gran mayoría de georgianos huyeron del país y mucha población armenia llegó. 

## Demografía
La evolución demográfica de Besleti entre 1886 y 2011 fue la siguiente:
| 425                                                 | 1211 | 2198 | 2290 |
| (Fuente: Population of Abkhazia since Soviet times) |      |      |      |

La población ha aumentado ligeramente tras el fin de la guerra, principalmente debido a su cercanía con Sujumi. En el pasado hubo mayoría de población georgiana, que tuvo que huir tras la guerra. Hoy en día la mayoría de la población consiste en abjasios y una gran minoría armenia.
|              | 2011      | 2011       |
| Grupo étnico | Población | Porcentaje |
| ------------ | --------- | ---------- |
| Georgianos   | 47        | 2,1%       |
| Abjasios     | 1230      | 53,7%      |
| Rusos        | 171       | 7,5%       |
| Ucranianos   | 13        | 0,6%       |
| Armenios     | 755       | 33%        |
| Griegos      | 35        | 1,5%       |
| Total        | 2290      | 100%       |